# Guy (álbum)
Guy es el álbum de estudio homónimo de la banda de R&B Guy, publicado el 13 de junio de 1988, por Uptown Records. Fue producido por el fundador del grupo Teddy Riley y el mánager del grupo Gene Griffin.
El álbum alcanzó la posición #27 en el Billboard 200. En julio de 1994, fue certificado doble platino por la RIAA, por ventas de dos millones de copias en Estados Unidos.
En 2007, para conmemorar el 20.º aniversario del álbum, Geffen Records reeditó el álbum completo con una versión remasterizada del álbum original y un segundo CD de remixes.

## Lista de canciones
1. «Groove Me» — 04:30
2. «Teddy's Jam» — 03:30
3. «Don't Clap... Just Dance» — 05:03
4. «You Can Call Me Crazy» — 03:59
5. «Piece of My Love» — 05:21
6. «I Like» — 04:50
7. «'Round and 'Round (Merry Go 'Round of Love)» — 04:07
8. «Spend the Night» — 04:23
9. «Goodby Love» — 04:55
10. «My Business» — 03:50

## Posicionamiento
| Listas (1988)      | Posición |
| ------------------ | -------- |
| U.S. Billboard 200 | 27       |
| U.S. R&B Albums    | 1        |